# Coupe CECAFA des clubs 2001
Navigation
Édition 2000 Édition 2002
La Coupe Kagame inter-club 2001 est la vingt-septième édition de la Coupe Kagame inter-club, une compétition organisée par la CECAFA (Conseil des Associations de Football d'Afrique de l'Est et Centrale) et qui regroupe les clubs d'Afrique de l'Est s'étant illustré dans leur championnat national. 
Cette édition regroupe huit formations réparties en deux poules. Les deux premiers de chaque poule se qualifient pour la phase finale, jouée en matchs à élimination directe.
C'est le tenant du titre, le club kenyan du Tusker FC qui remporte à nouveau le trophée, après avoir battu en finale leur compatriote d'Oserian Fastac. C'est le quatrième titre de l'histoire du club dans la compétition. Tusker réussit à terminer le tournoi sans prendre le moindre but, que ce soit en phase de poules, lors des rencontres à élimination directe et même lors de la séance de tirs au but en finale.
Le Kenya, hôte de la compétition et nation du tenant du titre, a le droit d'engager deux clubs alors que l'ensemble des autres membres de la CECAFA aligne un représentant. Seules neuf fédérations participent à la compétition car la Tanzanie et Zanzibar sont suspendues par la FIFA.

## Équipes participantes
- Tusker FC - Champion de Kenya 2000 et tenant du titre
- Oserian Fastac - Vice-champion de Kenya 2000
- Red Sea FC - Champion d'Érythrée 2000
- APR FC - Champion du Rwanda 2000
- Vital'O FC - Champion du Burundi 2000 - Forfait[1]
- Al Merreikh Omdurman - Champion de Soudan 1999-2000 - Forfait[2]
- Elman FC - Champion de Somalie 2000
- Villa SC - Champion d'Ouganda 2000
- Saint-George SC - Champion d'Éthiopie 1999-2000
- Chemin de Fer Djibouto-Ethiopien - Vice-champion de Djibouti 2000

## Compétition

### Premier tour
Groupe A :
| Rang | Équipe                           | Pts     | J       | G       | N       | P       | Bp      | Bc      | Diff    |  | Résultats (▼ dom., ► ext.)       |  |     |     |     |
| ---- | -------------------------------- | ------- | ------- | ------- | ------- | ------- | ------- | ------- | ------- |  | -------------------------------- |  | --- | --- | --- |
| 1    | Tusker FC                        | 9       | 3       | 3       | 0       | 0       | 11      | 0       | +11     |  | Tusker FC                        |  | 1-0 | 6-0 | 4-0 |
| 2    | Saint-George SC                  | 6       | 3       | 2       | 0       | 1       | 9       | 1       | +8      |  | Saint-George SC                  |  |     | 3-0 | 6-0 |
| 3    | Chemin de Fer Djibouto-Ethiopien | 3       | 3       | 1       | 0       | 2       | 3       | 10      | -7      |  | Chemin de Fer Djibouto-Ethiopien |  |     |     | 3-1 |
| 4    | Elman FC                         | 0       | 3       | 0       | 0       | 3       | 1       | 13      | -12     |  | Elman FC                         |  |     |     |     |
| '    | Vital'O FC                       | Forfait | Forfait | Forfait | Forfait | Forfait | Forfait | Forfait | Forfait |  |                                  |  |     |     |     |

Groupe B :
| Rang | Équipe               | Pts     | J       | G       | N       | P       | Bp      | Bc      | Diff    |  | Résultats (▼ dom., ► ext.) |  |     |     |     |
| ---- | -------------------- | ------- | ------- | ------- | ------- | ------- | ------- | ------- | ------- |  | -------------------------- |  | --- | --- | --- |
| 1    | Oserian Fastac       | 9       | 3       | 3       | 0       | 0       | 8       | 0       | +8      |  | Oserian Fastac             |  | 3-0 | 2-0 | 3-0 |
| 2    | Villa SC             | 6       | 3       | 2       | 0       | 1       | 5       | 5       | 0       |  | Villa SC                   |  |     | 3-2 | 2-0 |
| 3    | APR FC               | 3       | 3       | 1       | 0       | 2       | 5       | 6       | -1      |  | APR FC                     |  |     |     | 3-1 |
| 4    | Red Sea FC           | 0       | 3       | 0       | 0       | 3       | 1       | 8       | -7      |  | Red Sea FC                 |  |     |     |     |
| '    | Al Merreikh Omdurman | Forfait | Forfait | Forfait | Forfait | Forfait | Forfait | Forfait | Forfait |  |                            |  |     |     |     |

### Phase finale
|  | Demi-finales       | Demi-finales       | Demi-finales   | Demi-finales   |                               |               | Finale | Finale | Finale | Finale |
|  |                    |                    |                |                |                               |               |        |        |        |        |
|  |                    |                    |                |                |                               |               |        |        |        |        |
|  | Tusker FC          | Tusker FC          | 1              | 1              |                               |               |        |        |        |        |
|  | Tusker FC          | Tusker FC          | 1              | 1              |                               |               |        |        |        |        |
|  | Villa SC           | Villa SC           | 0              | 0              |                               |               |        |        |        |        |
|  | Villa SC           | Villa SC           | 0              | 0              | Tusker FC tab                 | Tusker FC tab | 0 (3)  | 0 (3)  |        |        |
|  |                    |                    |                |                | Tusker FC tab                 | Tusker FC tab | 0 (3)  | 0 (3)  |        |        |
|  |                    |                    | Oserian Fastac | Oserian Fastac | 0 (0)                         | 0 (0)         |        |        |        |        |
|  | Oserian Fastac tab | Oserian Fastac tab | Oserian Fastac | Oserian Fastac | 0 (0)                         | 0 (0)         | 1 (4)  | 1 (4)  |        |        |
|  | Oserian Fastac tab | Oserian Fastac tab |                |                |                               |               |        | 1 (4)  |        |        |
|  | Saint-George SC    | Saint-George SC    | 1 (3)          | 1 (3)          |                               |               |        |        |        |        |
|  | Saint-George SC    | Saint-George SC    | 1 (3)          | 1 (3)          | Match pour la troisième place |               |        |        |        |        |
|  |                    |                    |                |                |                               |               |        |        |        |        |
|  |                    |                    |                |                |                               |               |        |        |        |        |
|  | Saint-George SC    | Saint-George SC    | 1              | 1              |                               |               |        |        |        |        |
|  | Saint-George SC    | Saint-George SC    | 1              | 1              |                               |               |        |        |        |        |
|  | Villa SC           | Villa SC           | 0              | 0              |                               |               |        |        |        |        |
|  | Villa SC           | Villa SC           | 0              | 0              |                               |               |        |        |        |        |

### Finale
| 3 février 2001                                                                | Tusker FC       | 0 - 0                                            | Oserian Fastac | Nairobi City Stadium, Nairobi |  |
|                                                                               |                 |                                                  |                |                               |  |
| George Waweru · Edward Karanja · Thomas Ochieng Siranga · Charles Oduor Fundi | Tirs au but 3-0 | Anthony Shikubu · Ken Odhiambo · Boniface Ambani |                |                               |  |

| Coupe Kagame inter-clubs Tusker FC 4e titre |